# Marlon Ramsey
Marlon Ramsey, född den 11 september 1974, är en amerikansk före detta friidrottare som tävlade i kortdistanslöpning.
Ramseys främsta merit är att han deltog vid VM 1995 i USA:s stafettlag på 4 x 400 meter tillsammans med Derek Mills, Harry Reynolds och Michael Johnson. Laget vann guld på tiden 2.55,99.

## Personliga rekord
- 400 meter - 45,01 från 1998